# Cratere Rothmann
Rothmann è un cratere lunare di 41,67 km situato nella parte sud-orientale della faccia visibile della Luna.